# Províncias do Chile
As Províncias do Chile são a subdivisão intermediária do país, abaixo das regiões e acima da comunas. Devida à centralização do poder possuem pouca autonomia.
Estão encabeçadas por um Governador Provincial, nomeado e de confiança do Presidente da República. Exerce suas atribuições de acordo as instruções do Intendente. Esta assessorado por um Conselho Econômico e Social Provincial (CESPRO).
Atualmente (2025), existe um total de 56 províncias.

## História
A criação das primeiras províncias data do inicio do período colonial, no século XIV, onde as provincias eram administradas por um corregedor, sendo tambem denominadas "corregimientos".

### Período Colonial
No século XVI foram criadas as prvíncias de: Santiago, Coquimbo, Cuyo, Chilán, Concepción, Canhete, Angol, Imperial, Villarrica, Valvívia, Osorno e Chiloé.
Após a Batalhade Curalaba (1598), foram despovoadas as localidades de: Imperial (Carahue) em 1600, Villarrica em 1603, Valdivia e Osorno em 1603, provocando o desaparecimento das respectívas províncias. Angol foi fundada e desocupada várias vezes. Valdivia foi refundada em 1645, passando a fazer parte do Vice-Reino do Peru até 1740 quando passou novamente a fazer parte do território do Chile.

### Organização da República
Com a Lei Federal de 30 de agosto de 1826, se criaram 8 províncias, as quais foram mantidas pela Constituição de 1828:
- Coquimbo - na Região de Coquimbo
- Aconcagua
- Santiago
- Colchagua
- Maule - na Região de Maule
- Concepción
- Valdivia
- Chiloé

### República Conservadora
A Constituição de 1833 estabeleceu as províncias como sendo as divisões maiores, administradas por intendentes. As províncias eram divididas em departamentos (administrados por governadores), os quais se subdividiam em subdelegações (administrados por delegados), e estes em distritos (administrados por inspetores). Às oito primeiras províncias foram sendo somadas outras.

### República Presidencial
Com a constituição de 1925 as províncias foram mantidas, divididas em departamentos (administrados por governadores). As subdelegações foram substituídas por comunas.
As províncias chilenas em 1925 eram:
- Tacna - comprendia Tacna e Arica até 1929 quando Tacna foi trasferida para o Peru e Arica a Tarapacá.
- Tarapacá - deu origem à Região de Tarapacá
- Antofagasta - deu origem à Região de Antofagasta
- Atacama - deu origem à Região de Atacama
- Coquimbo - deu origem à Região de Coquimbo
- Aconcagua
- Valparaíso
- Santiago
- O'Higgins - deu origem à Região de O'Higgins
- Colchagua
- Curicó
- Talca
- Maule - deu origem à Região de Maule
- Linares
- Ñuble
- Concepción
- Arauco
- Biobío
- Malleco
- Cautín
- Valdivia
- Llanquihue
- Chiloé

Províncias criadas após 1925
- Territorio de Aysén - transformado em província no ano de 1929
- Territorio de Magallanes - transformado em província no ano de 1929
- Osorno - criada em 1940

### Regime Militar
Durante o Regime Militar, nos anos 70, o pais passou por um processo de "regionalização", onde as províncias perderam importância, passando a ser uma subdivisão intermediária.

### Época atual
Em 2007 foram criadas duas novas províncias, El Tamarugal na Região de Tarapacá e Ranco na Região de Los Rios). 
Em 2010 foi criada a Província de Marga-Marga na Região de Valparaíso..
Em 2018 foram criadas tres províncias, Diguillín, Itata e Punilla na Região de Ñuble.

## Lista de Províncias do Chile
| \| Região \| Província \| Capital \| Comunas \| \| ----------------------------- \| ------------------------- \| --------------- \| ------- \| \| Arica e Parinacota \| Arica \| Arica \| 2 \| \| Arica e Parinacota \| Parinacota \| Putre \| 2 \| \| Tarapacá \| Tamarugal ou El Tamarugal \| Pozo Almonte \| 2 \| \| Tarapacá \| Iquique \| Iquique \| 5 \| \| Antofagasta \| Tocopilla \| Tocopilla \| 2 \| \| Antofagasta \| El Loa \| Calama \| 4 \| \| Antofagasta \| Antofagasta \| Antofagasta \| 3 \| \| Atacama \| Chañaral \| Chañaral \| 2 \| \| Atacama \| Copiapó \| Copiapó \| 3 \| \| Atacama \| Huasco \| Vallenar \| 4 \| \| Coquimbo \| Elqui \| Coquimbo \| 6 \| \| Coquimbo \| Limarí \| Ovalle \| 5 \| \| Coquimbo \| Choapa \| Illapel \| 4 \| \| Valparaíso \| Petorca \| La Ligua \| 5 \| \| Valparaíso \| Los Andes \| Los Andes \| 4 \| \| Valparaíso \| San Felipe de Aconcágua \| San Felipe \| 6 \| \| Valparaíso \| Quillota \| Quillota \| 5 \| \| Valparaíso \| Valparaíso \| Valparaíso \| 7 \| \| Valparaíso \| San Antonio \| San Antonio \| 6 \| \| Valparaíso \| Ilha de Páscoa \| Hanga Roa \| 1 \| \| Valparaíso \| Marga Marga \| Quilpué \| 4 \| \| Metropolitana \| Chacabuco \| Colina \| 3 \| \| Metropolitana \| Cordillera \| Puente Alto \| 3 \| \| Metropolitana \| Maipo \| San Bernardo \| 4 \| \| Metropolitana \| Talagante \| Talagante \| 5 \| \| Metropolitana \| Melipilla \| Melipilla \| 5 \| \| Metropolitana \| Santiago \| Santiago \| 32 \| \| O'Higgins \| Cachapoal \| Rancagua \| 17 \| \| O'Higgins \| Colchagua \| San Fernando \| 10 \| \| O'Higgins \| Cardenal Caro \| Pichilemu \| 6 \| \| Maule \| Curicó \| Curicó \| 9 \| \| Maule \| Talca \| Talca \| 10 \| \| Maule \| Linares \| Linares \| 8 \| \| Maule \| Cauquenes \| Cauquenes \| 3 \| \| Ñuble \| Diguillín \| Bulnes \| 9 \| \| Ñuble \| Itata \| Quirihue \| 7 \| \| Ñuble \| Punilla \| San Carlos \| 5 \| \| Biobío \| Biobío \| Los Ángeles \| 14 \| \| Biobío \| Concepción \| Concepción \| 12 \| \| Biobío \| Arauco \| Lebu \| 7 \| \| Araucanía \| Malleco \| Angol \| 11 \| \| Araucanía \| Cautín \| Temuco \| 21 \| \| Los Rios \| Valdivia \| Valdivia \| 8 \| \| Los Rios \| Ranco \| La Unión \| 4 \| \| Los Lagos \| Osorno \| Osorno \| 7 \| \| Los Lagos \| Llanquihue \| Puerto Montt \| 9 \| \| Los Lagos \| Chiloé \| Castro \| 10 \| \| Los Lagos \| Palena \| Chaitén \| 4 \| \| Aysén \| Coihaique \| Coihaique \| 2 \| \| Aysén \| Aisén \| Puerto Aisén \| 3 \| \| Aysén \| General Carrera \| Chile Chico \| 2 \| \| Aysén \| Capitán Prat \| Cochrane \| 3 \| \| Magalhães e Antártica Chilena \| Última Esperanza \| Puerto Natales \| 2 \| \| Magalhães e Antártica Chilena \| Magallanes \| Punta Arenas \| 4 \| \| Magalhães e Antártica Chilena \| Tierra del Fuego \| Porvenir \| 3 \| \| Magalhães e Antártica Chilena \| Antártica Chilena \| Puerto Williams \| 2 \| Total de 56 províncias e 346 comunas |                           |                 |         |
| Região | Província                 | Capital         | Comunas |
| Arica e Parinacota | Arica                     | Arica           | 2       |
| Arica e Parinacota | Parinacota                | Putre           | 2       |
| Tarapacá | Tamarugal ou El Tamarugal | Pozo Almonte    | 2       |
| Tarapacá | Iquique                   | Iquique         | 5       |
| Antofagasta | Tocopilla                 | Tocopilla       | 2       |
| Antofagasta | El Loa                    | Calama          | 4       |
| Antofagasta | Antofagasta               | Antofagasta     | 3       |
| Atacama | Chañaral                  | Chañaral        | 2       |
| Atacama | Copiapó                   | Copiapó         | 3       |
| Atacama | Huasco                    | Vallenar        | 4       |
| Coquimbo | Elqui                     | Coquimbo        | 6       |
| Coquimbo | Limarí                    | Ovalle          | 5       |
| Coquimbo | Choapa                    | Illapel         | 4       |
| Valparaíso | Petorca                   | La Ligua        | 5       |
| Valparaíso | Los Andes                 | Los Andes       | 4       |
| Valparaíso | San Felipe de Aconcágua   | San Felipe      | 6       |
| Valparaíso | Quillota                  | Quillota        | 5       |
| Valparaíso | Valparaíso                | Valparaíso      | 7       |
| Valparaíso | San Antonio               | San Antonio     | 6       |
| Valparaíso | Ilha de Páscoa            | Hanga Roa       | 1       |
| Valparaíso | Marga Marga               | Quilpué         | 4       |
| Metropolitana | Chacabuco                 | Colina          | 3       |
| Metropolitana | Cordillera                | Puente Alto     | 3       |
| Metropolitana | Maipo                     | San Bernardo    | 4       |
| Metropolitana | Talagante                 | Talagante       | 5       |
| Metropolitana | Melipilla                 | Melipilla       | 5       |
| Metropolitana | Santiago                  | Santiago        | 32      |
| O'Higgins | Cachapoal                 | Rancagua        | 17      |
| O'Higgins | Colchagua                 | San Fernando    | 10      |
| O'Higgins | Cardenal Caro             | Pichilemu       | 6       |
| Maule | Curicó                    | Curicó          | 9       |
| Maule | Talca                     | Talca           | 10      |
| Maule | Linares                   | Linares         | 8       |
| Maule | Cauquenes                 | Cauquenes       | 3       |
| Ñuble | Diguillín                 | Bulnes          | 9       |
| Ñuble | Itata                     | Quirihue        | 7       |
| Ñuble | Punilla                   | San Carlos      | 5       |
| Biobío | Biobío                    | Los Ángeles     | 14      |
| Biobío | Concepción                | Concepción      | 12      |
| Biobío | Arauco                    | Lebu            | 7       |
| Araucanía | Malleco                   | Angol           | 11      |
| Araucanía | Cautín                    | Temuco          | 21      |
| Los Rios | Valdivia                  | Valdivia        | 8       |
| Los Rios | Ranco                     | La Unión        | 4       |
| Los Lagos | Osorno                    | Osorno          | 7       |
| Los Lagos | Llanquihue                | Puerto Montt    | 9       |
| Los Lagos | Chiloé                    | Castro          | 10      |
| Los Lagos | Palena                    | Chaitén         | 4       |
| Aysén | Coihaique                 | Coihaique       | 2       |
| Aysén | Aisén                     | Puerto Aisén    | 3       |
| Aysén | General Carrera           | Chile Chico     | 2       |
| Aysén | Capitán Prat              | Cochrane        | 3       |
| Magalhães e Antártica Chilena | Última Esperanza          | Puerto Natales  | 2       |
| Magalhães e Antártica Chilena | Magallanes                | Punta Arenas    | 4       |
| Magalhães e Antártica Chilena | Tierra del Fuego          | Porvenir        | 3       |
| Magalhães e Antártica Chilena | Antártica Chilena         | Puerto Williams | 2       |